# Glycaspis cyanoreia
Glycaspis cyanoreia är en insektsart som beskrevs av Moore 1961. Glycaspis cyanoreia ingår i släktet Glycaspis och familjen rundbladloppor. Inga underarter finns listade i Catalogue of Life.